# Anticlimax (stijlfiguur)
Een anticlimax is een stijlfiguur, waarbij in een opsomming (enumeratie) de betekenissen in kracht afnemen. Het is het tegenovergestelde van een climax.
- Hij is wereldberoemd, nou ja... in Nederland, in onze stad dan. Ik bedoel: ik heb van hem gehoord.
- Het is schitterend, prachtig, mooi, eigenlijk best aardig.

Iets wordt ook een anticlimax genoemd als de spanning steeds verder opbouwt maar opeens teleurstellend eindigt.
- Het was een gigantisch grote bom... De klok telde af... drie... twee... een... Er gebeurde niets.